# Krzysztof Łaszkiewicz

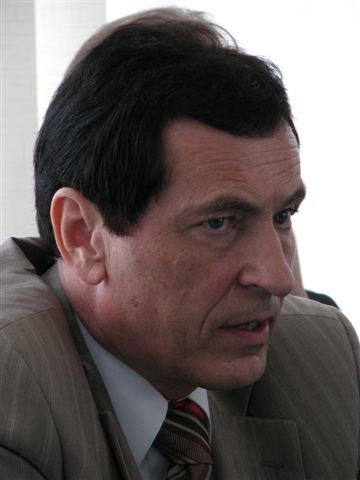
Krzysztof Łaszkiewicz, Warszawa, 11 czerwca 2008

Krzysztof Hubert Łaszkiewicz (ur. 3 listopada 1947 w Warszawie) – polski polityk i prawnik, w latach 1997–2001 i 2007–2010 podsekretarz stanu w Ministerstwie Skarbu Państwa, w latach 2010–2015 sekretarz stanu w Kancelarii Prezydenta ds. prawno-ustrojowych, od 2018 prezes Instytutu Bronisława Komorowskiego.

## Życiorys
Ukończył studia na Wydziale Prawa i Administracji Uniwersytetu Warszawskiego, uzyskał następnie stopień naukowy doktora nauk prawnych. Do 1989 pracował w administracji państwowej jako specjalista. Na początku lat 90. zajął się prowadzeniem działalności gospodarczej m.in. w formie spółek prawa handlowego.
Od 1997 do 2001 i od 20 listopada 2007 do 30 września 2010 pełnił funkcję podsekretarza stanu w Ministerstwie Skarbu Państwa.
Zasiadał w radzie politycznej Stronnictwa Konserwatywno-Ludowego – Ruch Nowej Polski. Związany potem z Partią Centrum i Platformą Obywatelską, był ekspertem tych ugrupowań.
30 września 2010 powołany na stanowisko sekretarza stanu w Kancelarii Prezydenta ds. prawno-ustrojowych. Pełnił tę funkcję do 5 sierpnia 2015. W 2018 zasiadł w radzie Fundacji Instytut Bronisława Komorowskiego, następnie został prezesem tej fundacji.
Odznaczony Krzyżem Oficerskim Orderu Odrodzenia Polski (2015).